# Horw
Horw is een gemeente en plaats in het Zwitserse kanton Luzern en maakte deel uit van het district Luzern tot op 1 januari 2008 de districten van Luzern werden afgeschaft.

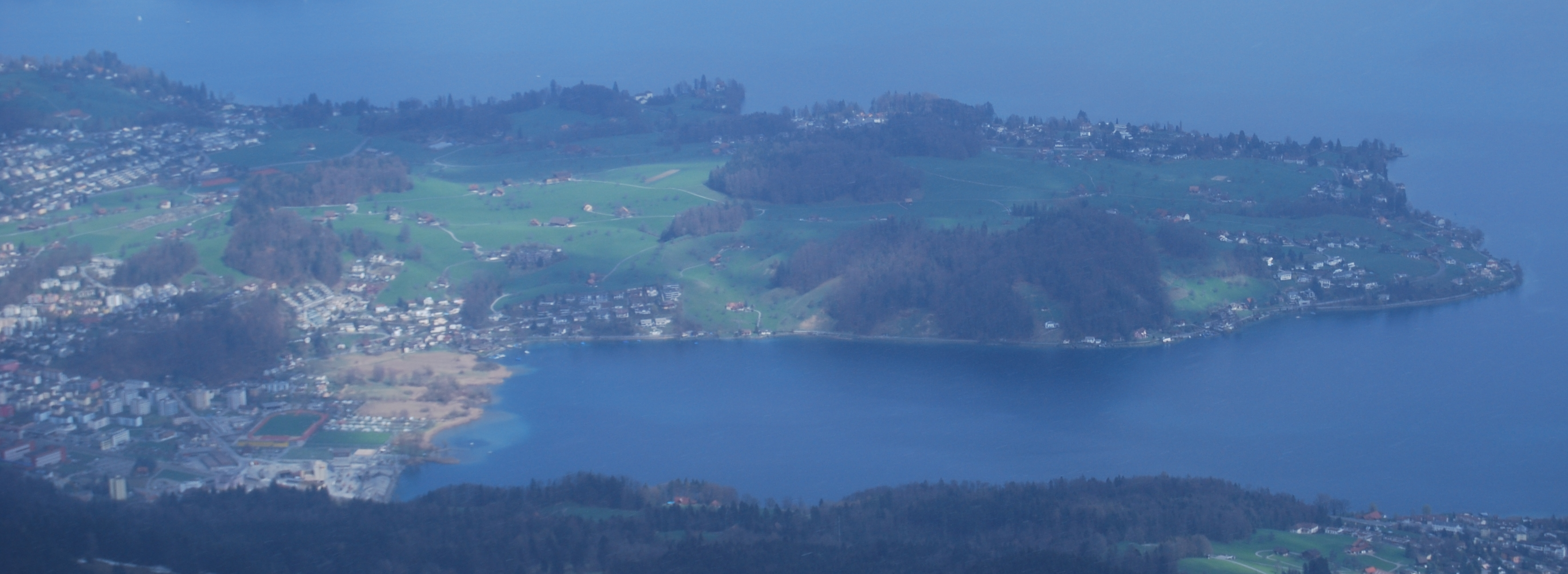
Horw

Horw telt 12.431 inwoners.

## Geboren
- Paul Wolfisberg (1933-2020), Zwitsers voetballer en voetbalcoach

## Overleden
- August Henggeler (1848-1929), ondernemer en politicus
- Jeanne Schwyzer-Vogel (1870-1944), feministe